# Туомас Кетола
Туомас Кетола (фін. Tuomas Ketola; нар. 21 лютого 1975) — колишній фінський тенісист.
Найвищу одиночну позицію світового рейтингу — 130 місце досяг 4 травня 1998, парну — 76 місце — 19 жовтня 1998 року.
Найвищим досягненням на турнірах Великого шолома було 2 коло в одиночному та парному розрядах.

## Фінали за кар'єру

### Парний розряд (1 поразка)
| Результат | В-П | Дата     | Турнір           | Покриття | Партнер       | Суперники                 | Рахунок  |
| --------- | --- | -------- | ---------------- | -------- | ------------- | ------------------------- | -------- |
| Поразка   | 0–1 | Кві 1998 | Гонконг, Гонконг | Тверде   | Невілл Годвін | Байрон Блек Алекс О'Браєн | 5–7, 1–6 |